# Grallipeza pleuritica
Grallipeza pleuritica är en tvåvingeart som beskrevs av Johnson 1894. Grallipeza pleuritica ingår i släktet Grallipeza och familjen skridflugor. Inga underarter finns listade i Catalogue of Life.